# Saint-Alexis-de-Matapédia
Pour les articles homonymes, voir Saint-Alexis et Matapédia.
Saint-Alexis-de-Matapédia est une municipalité du Québec située dans la MRC d'Avignon en Gaspésie–Îles-de-la-Madeleine.

## Toponymie
Son nom fait référence à « l'abbé Alexis Mailloux (1801-1877), grand vicaire de 1838 à 1877 qui présida à la fondation de la paroisse en 1870, laquelle existait déjà comme mission depuis 1860 ».

## Histoire

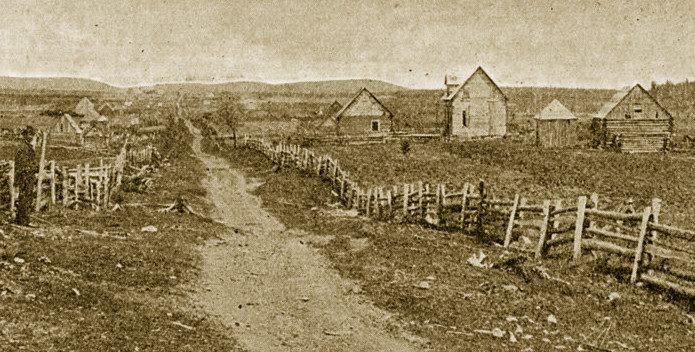
Saint-Alexis-de-Matapédia, vers 1895

À l'été 1860, quelques hommes de la paroisse acadienne de Rustico, situées sur la côte nord de l'Île du Prince-Édouard étaient venus visiter les terres du canton de Matapédia, à l'initiative de missionnaire Georges-Antoine Belcourt.
La même année, quatre familles et trois célibataires tentent l'aventure en s'embarquent dans une goélette à Rustico afin de se rendre à la Matapédia et y hiverner pour commencer les travaux de défrichement.
Arrivés au Nouveau-Brunswick, ils prennent un passage sur un bateau à vapeur jusqu'à Dalhousie. Ils remontent ensuite la rivière Ristigouche sur une barge et arrivent à la mission de Pointe-à-la-Croix le 3 novembre 1860, une dizaine de jours après leur départ.
À la fin de mai de l'année suivante, vingt autres, familles et dix-sept jeunes gens arrivaient à leur tour; au mois d'octobre, trois nouvelles familles, ce qui portait la population de la colonie à 155 âmes, vers la fin de 1861. En 1862, le 1er juin, la colonie s'accroît de douze familles et de deux de plus en octobre.

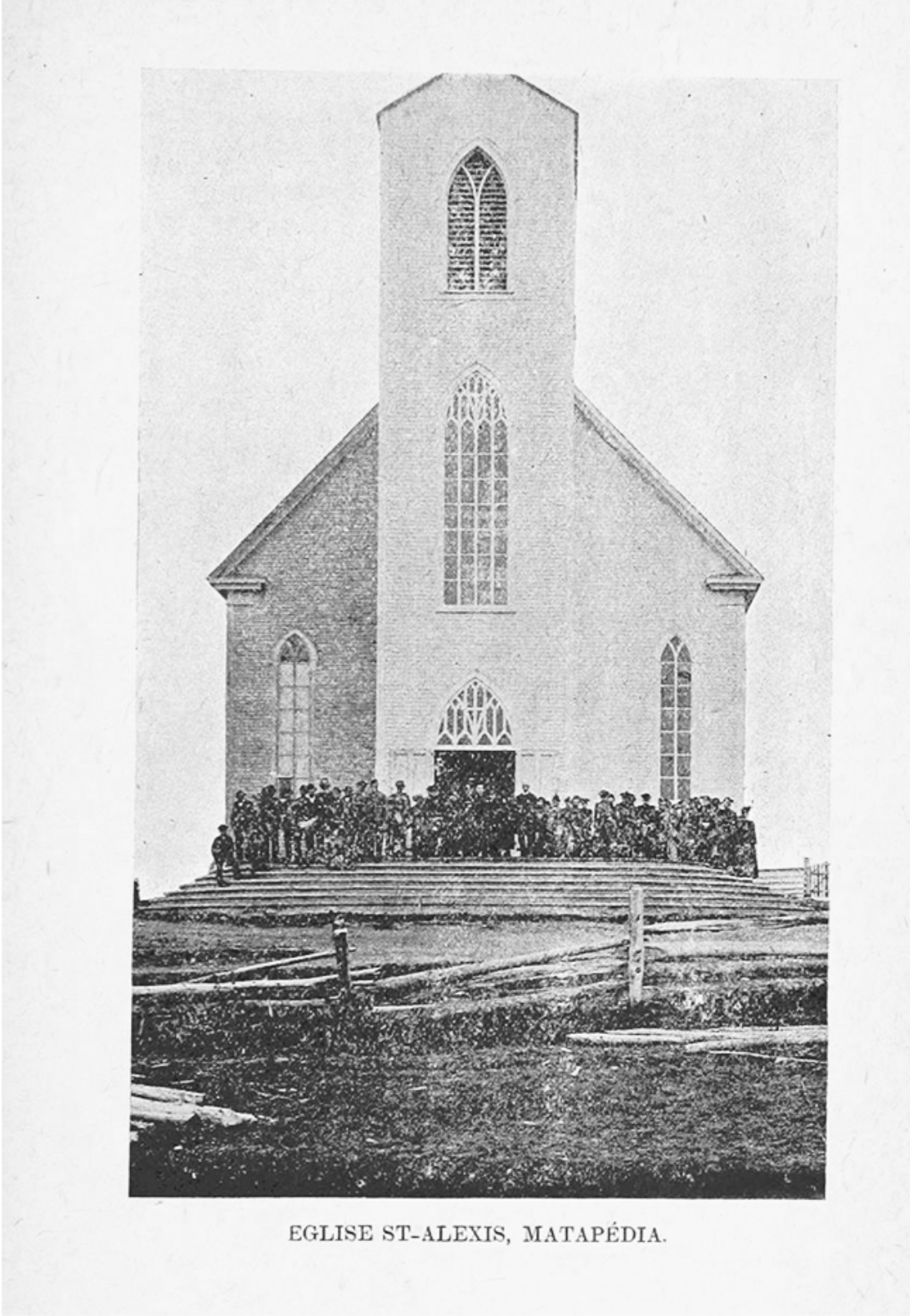
Photo tirée du livre "La Vallée de la Matapédia : ouvrage historique et descriptif" de Arthur Buies, publié en 1895.

L'année suivante, le 2 juin, on voit arriver sept nouvelles familles, en sorte que, dans la troisième année de sa fondation, la colonie acadienne comptait déjà 48 familles, 216 enfants et un certain nombre de célibataires, formant un total de 325 individus.
Le 4 octobre 1871, le premier curé de la paroisse de Saint-Alexis-de-Matapédia, Augustin Duval, est nommé.

## Géographie
La rivière Matapédia touche la limite nord de la municipalité et la Rivière Ristigouche touche la limite sud.

### Hameaux
- Léonard-de-Matapédia
- Saint-Benoît-de-Matapédia

## Démographie
| 1996 | 2001 | 2006 | 2011 | 2016 | 2021 |
| ---- | ---- | ---- | ---- | ---- | ---- |
| 747  | 665  | 625  | 548  | 500  | 519  |

## Administration
Les élections municipales se font en bloc pour le maire et les six conseillers.
| Saint-Alexis-de-Matapédia Maires depuis 2001                                                                         |                   |         |          |
| Élection | Maire             | Qualité | Résultat |
| 2001 | Marc-André Dufour |         | Voir     |
| 2005 | Guy Gallant       |         | Voir     |
| 2009 | Guy Gallant       | Voir    |          |
| 2013 | Guy Gallant       | Voir    |          |
| 2017 | Guy Gallant       | Voir    |          |
| n/d | Cynthia Dufour    |         | Voir     |
| 2021 | Cynthia Dufour    | Voir    |          |
| Élection partielle en italique Depuis 2005, les élections sont simultanées dans toutes les municipalités québécoises |                   |         |          |